# Henosepilachna vigintisexpunctata
Espèce
Henosepilachna vigintisexpunctata, ou « coccinelle à 26 points », est une espèce d'insectes coléoptères de la famille des Coccinellidae originaire d'Australie, qui se nourrit du feuillage des pommes de terre et d'autres Solanaceae cultivées.
Elle est aussi connue sous le nom de « coccinelle de la pomme de terre », au même titre que l'espèce voisine Henosepilachna vigintioctopunctata.